# Vermont-Ahorn
Der Vermont-Ahorn (Acer spicatum) ist eine Pflanzenart aus der Gattung der Ahorne (Acer) innerhalb der Familie der Seifenbaumgewächse (Sapindaceae). Das natürliche Verbreitungsgebiet liegt in Kanada und den USA.

## Beschreibung

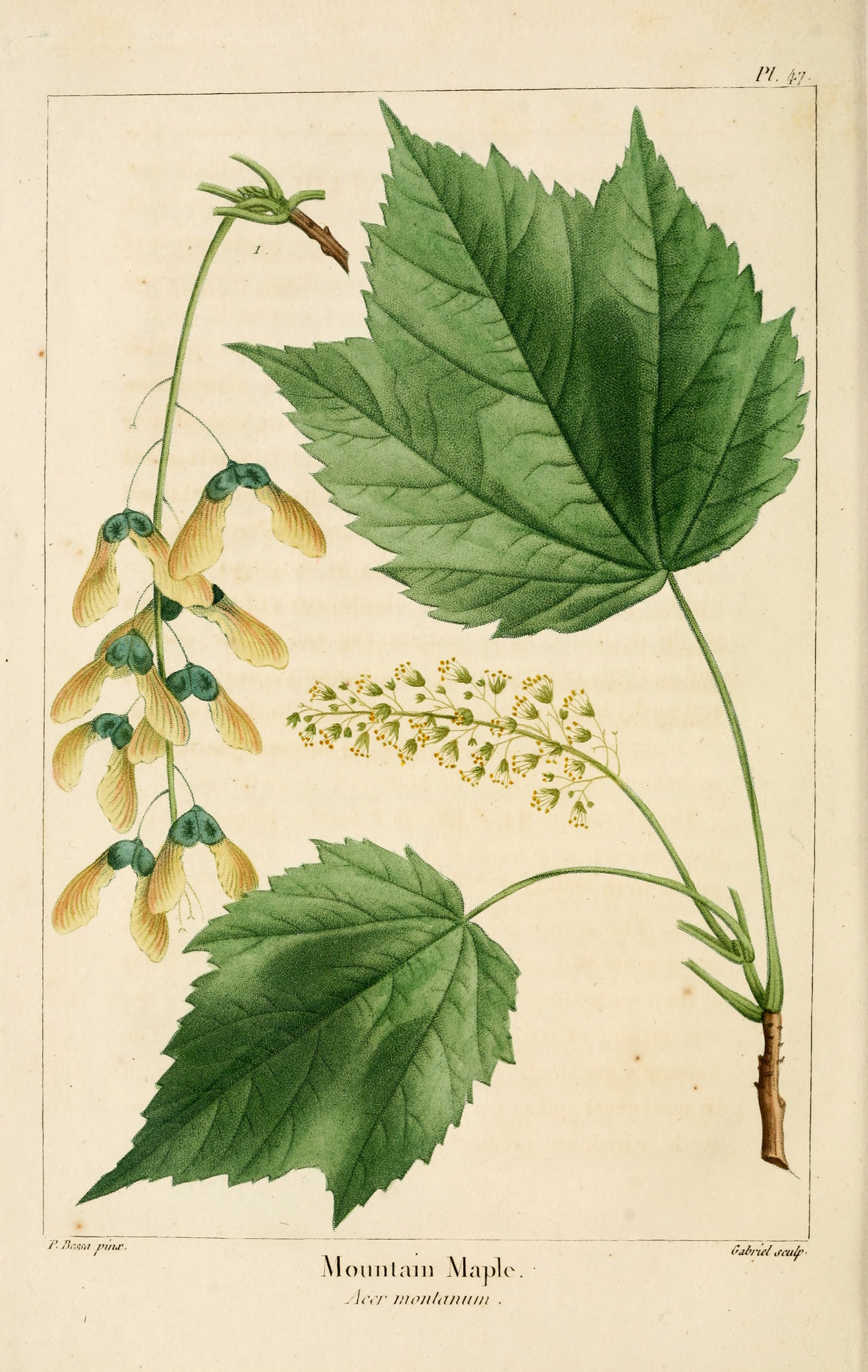
Illustration

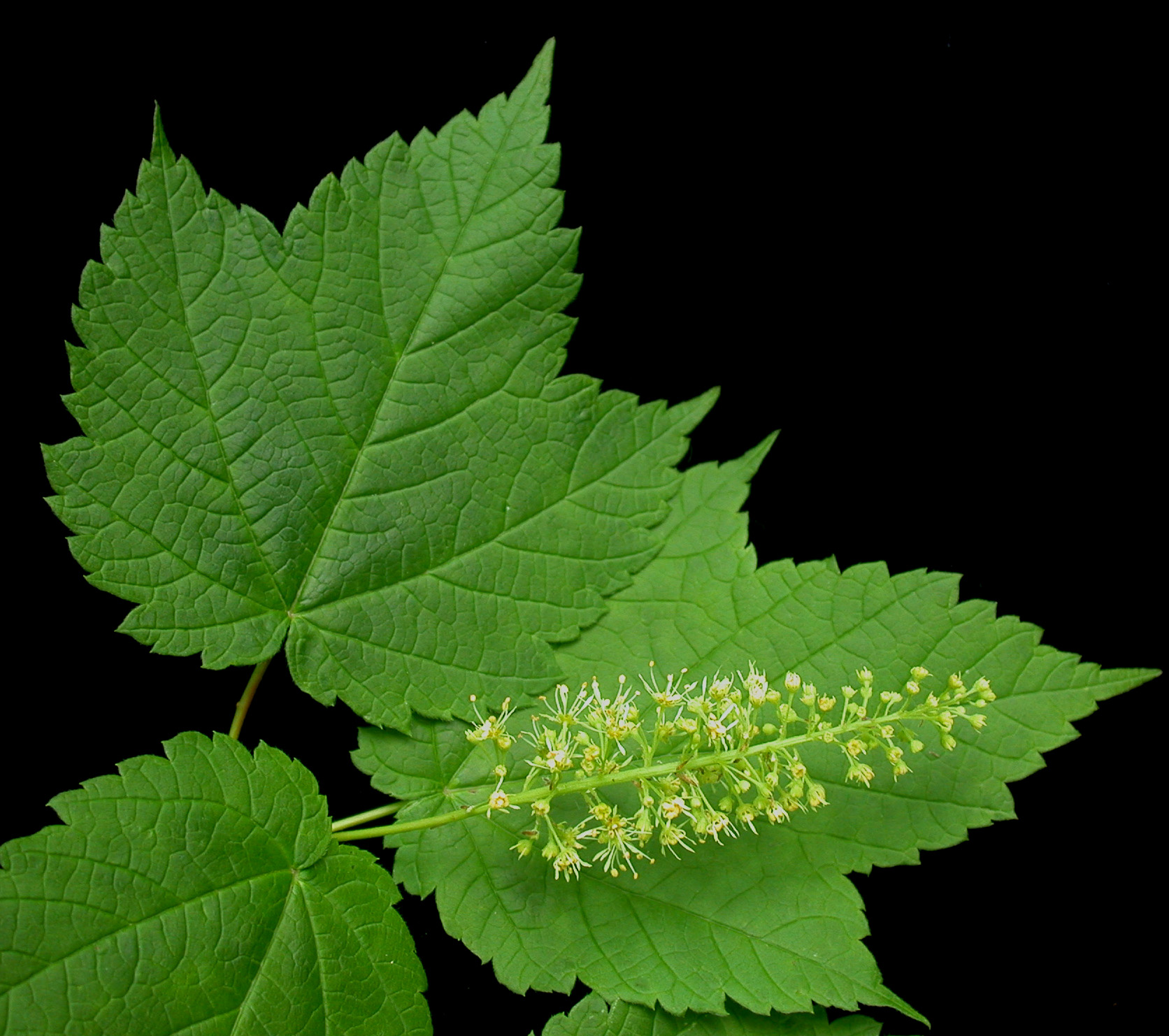
Laubblätter und Blütenstand

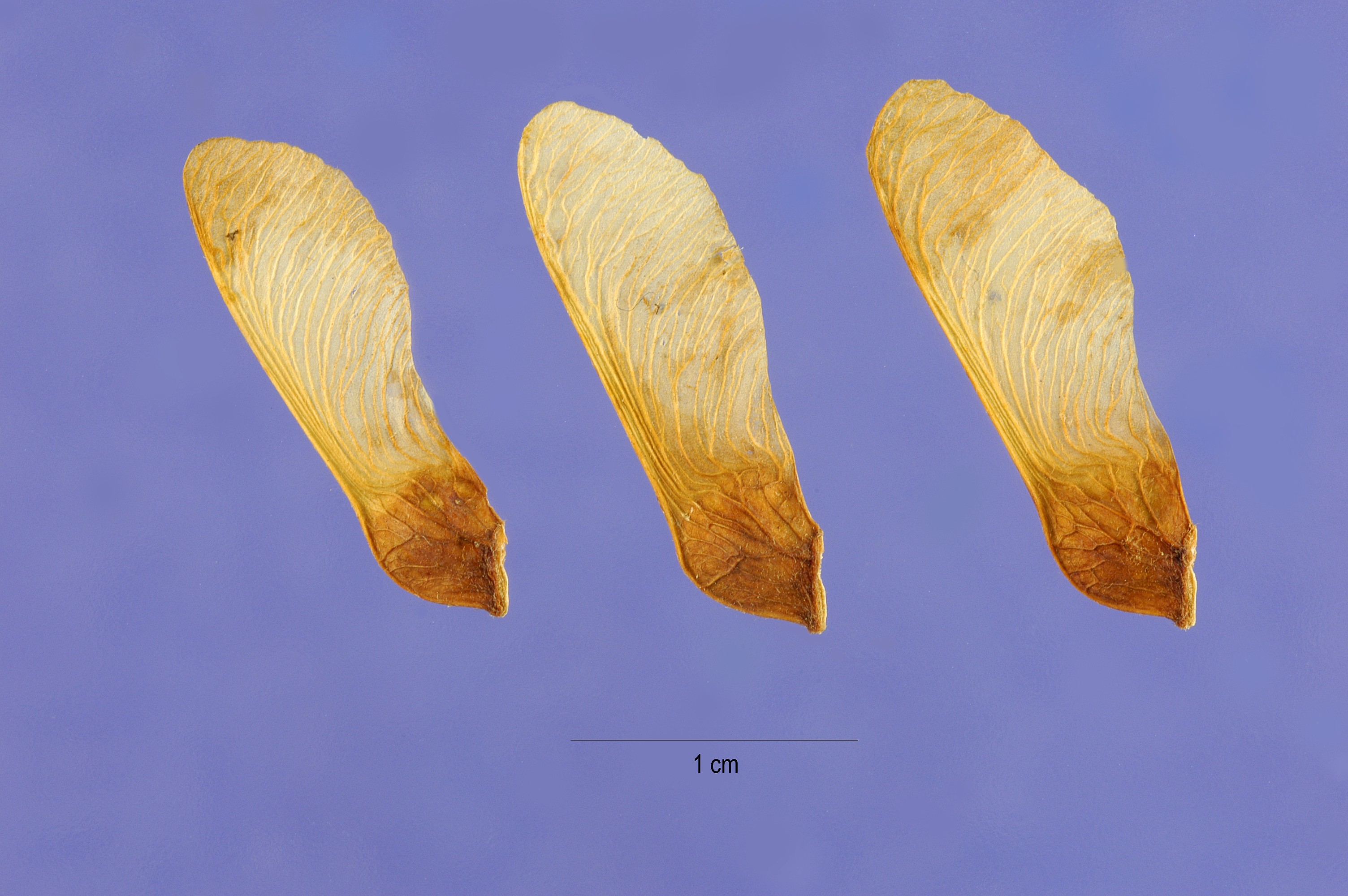
Flügelnüsse

### Vegetative Merkmale
Der Vermont-Ahorn ist ein bis 10 Meter hoher, und damit kleiner Baum oder großer Strauch. Die Rinde ist grau behaart.
Die gegenständig an den Zweigen angeordneten Laubblätter sind in Blattstiel und -spreite gegliedert. Der schlanke Blattstiel ist 4 bis 6 Zentimeter lang. Die meist kahle, ledrige, zugespitzte Blattspreite ist bei einer Breite von 6 bis 12 Zentimetern, eiförmig, mit herzförmiger Basis und drei- oder fünflappig, -zähnig. Die Lappen oder Zähne sind spitz bis zugespitzt und der Blattrand ist unregelmäßig drüsig spitzig gesägt. Die Blattoberseite ist mattgrün und häufig runzelig, die -unterseite ist heller und zumindest anfangs behaart, verkahlend. Die Laubblätter färben sich im Herbst gelb bis orangerot. 

### Generative Merkmale
Der Vermont-Ahorn ist einhäusig monözisch und dichogam. Die Blütezeit liegt im Mai nach dem Austreiben der Laubblätter. Die Blüten sind in einem 8 bis 14 Zentimeter langen, aufrechten, zylindrischen, rispigen Blütenstand angeordnet. Die funktionell eingeschlechtlich, grünlich-gelbe, weißliche, relativ kleine und gestielte Blüte ist radiärsymmetrisch mit doppelter Blütenhülle. Die Kronblätter sind relativ lang, schmal verkehrt-eilanzettlich und weiß. Der Fruchtknoten der weiblichen Blüten ist behaart und es sind Staminodien mit Antheroden ausgebildet. Es sind in den männlichen Blüten sieben oder acht Staubblätter und ein Pistillode vorhanden.
Die einsamigen Nussfrüchte sind bei Reife nahezu kahl und 1,5 bis 2 Zentimeter lang. Die Flügel der zweiteiligen Spaltfrucht sind etwa rechtwinkelig gespreizt.
Die Chromosomenzahl beträgt 2n = 26.

Verbreitungskarte

## Vorkommen
Das Verbreitungsgebiet liegt im östlichen Kanada bis nach Saskatchewan und im Nordosten, Südosten und in der Mitte der USA.
Acer spicatum wächst in kühlfeuchten Wäldern auf mäßig nährstoffreichen, frischen bis feuchten, durchlässigen, sauren bis neutralen, sandig-humosen oder kiesig-humosen Böden an lichtschattigen, kühlen bis kalten Standorten. Der Vermont-Ahorn ist frosthart meidet jedoch kalkhaltige Untergründe.

## Systematik
Die Erstveröffentlichung erfolgte 1786 durch Jean-Baptiste de Lamarck in Encyclopédie méthodique. Botanique… Paris, Tome 2, S. 381.
Die Art Acer spicatum gehört zur Sektion Spicata der Gattung Acer.

## Verwendung
Der Vermont-Ahorn wird selten wegen seiner außergewöhnlichen Herbstfärbung als Ziergehölz verwendet.